# Coroieștii de Sus
Coroieștii de Sus – wieś w Rumunii, w okręgu Vaslui, w gminie Coroiești. W 2011 roku liczyła 165 mieszkańców.